# Berberidopsis beckleri
Berberidopsis beckleri är en tvåhjärtbladig växtart som först beskrevs av F.v.M., och fick sitt nu gällande namn av J.F. Veldkamp. Berberidopsis beckleri ingår i släktet Berberidopsis och familjen Berberidopsidaceae. Inga underarter finns listade.